# Solaborate
Solaborate是一个美国的社交網路服務和协作软件，其名字源于英文单词“social”和“collaboration”。Solaborate的Trending Tech News feature可显示来自世界各地的科技新闻及其趋势分析，实时更新。类似于其他同类网站，Solaborate也有如专业简介、用户组、实时信息、问答一类的功能。Solaborate允许个体和公司聘请高科技行业方面的专家。注册用户可以使用聊天、录音和视频对讲功能。 Solaborate的所有服务都是免费的。

## 发展历史

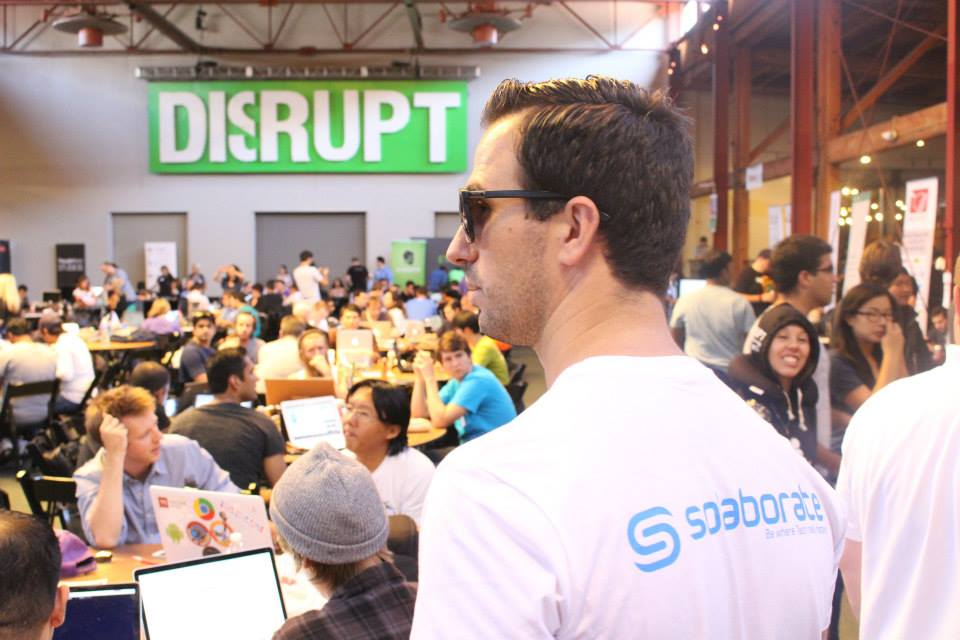
2013年，Solaborate的CEO at Disrupt TechCrunch SF

Solaborate于2012年成立，其CEO是Labinot Bytyqi。Solaborate总部位于美国加利福尼亚州的洛杉矶。
- 2013年4月，Solaborate推出内测版服务并宣布天使投资者已为此募集了100万美元。
- 2013年10月，Solaborate在拉斯维加斯的微软技术大会上正式推出公测版服务。发布了可用于Android的移动应用。
- 2014年9月，Solaborate发布了适用于Windows 8.1的客户端。客户端支持86位系统、64位系统和ARM处理器，其功能与网页版基本相同。[2]

## 获奖

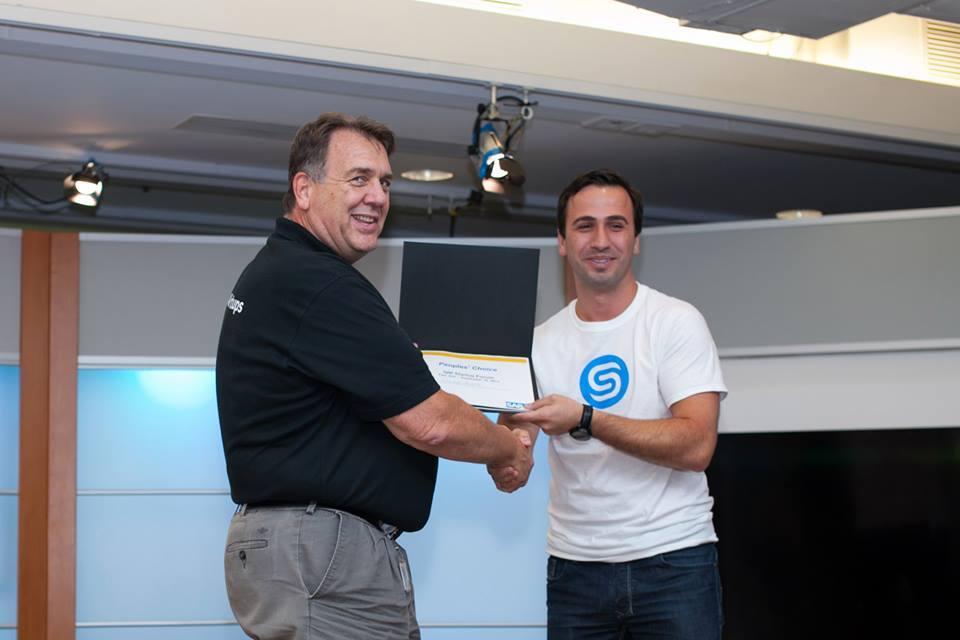
Solaborate在SAP公司获得了"People's Choice Award"

2013年，Solaborat在加利福尼亚州帕罗奥图的SAP公司获得了people's choice award。同年，Solaborate在亚特兰大获得“Best in Show”奖，颁奖仪式由TMC主办。 

## 技术
Solaborate的云计算操作系统是Microsoft Azure，使用HTML5、WebSockets和WebRTC协议进行实时通讯。 Solaborate在SAP HANA平台上为用户查询、分析实时信息。

## 产品特点
Solaborate的产品特点如下：
- 包含专业人士、公司简介、产品和服务的实时概况
- 可通过短信、聊天和视频进行交流
- 屏幕共享
- 用户组
- 可创建博客
- 创建和参加活动
- 实时分析
- 文件的共享和保存